# Конти (род)
Конти (на италиански: Cinti, de' Conti; De Comitibus) или също Конти ди Сени (на италиански: Conti di Segni; de Comitibus Signie) е древна италианска благородническа фамиля, която най-вече през 13 век играе голяма роля.
Първият важен представител е Тразимундо Конти, граф на Анани, който с фамилията си създава дом в Рим. От него днес се вижда остатъкът Torre dei Conti. Неговият син Лотарио е избран през 1198 г. за папа Инокентий III. Неговият брат Рикардо Конти получава от император Фридрих II управлението на Поли и Валмонтоне. С неговите синове Паоло и Джовани фамилията започва да се разделя на два клона:
- Конти ди Валмонтоне (Conti di Valmontone) в Лацио: От тази линия произлизат два други папи:

Уголино ди Конти, граф на Сени (* ок. 1170) като папа Григорий IX; 19 март 1227 до 22 август 1241
Риналдо II Конти, граф на Сени (* ок. 1200) като папа Александър IV; от 12 декември 1254 до 25 май 1261.
Конти ди Валмонтоне измират през 16 век; с женитбата на Фулвия Конти с Марио Сфорца 1575 г. владението във Валмонтоне отива на фамилията Сфорца.
- Конти ди Поли (Conti di Poli) владеят Поли в Лацио до изчезването им през 1808 г. Те дава с Михеланджело дей Конти (* 1655), под името Инокентий XIII, от 8 май 1721 до 7 март 1724 още един папа.[2]

## Кардинали
- Отавиано Поли дей Конти ди Сени († 1206), кардинал 1182
- Джовани Конти (1414–1493), кардинал 1483
- Франческо Конти (1470–1521), кардинал 1517
- Карло Конти (1556–1615), кардинал 1604
- Джанниколо Конти (1617–1698), кардинал 1664
- Бернардо Мария Конти (1664–1730), кардинал 1721, брат на папа Инокентий XIII